# Руска црвена лисица
Руска црвена лисица је облик дивље црвене лисице (Vulpes Vulpes) који је у одређеној мери, у лабораторијским условима, припитомљен. Представља резултат експеримента који је осмишљен да демонстрира моћ селективног узгоја да трансформише врсте, што је описао Чарлс Дарвин у поглављу о Пореклу врста. Експеримент је био намерно дизајниран да реплицира процес који је произвео псе од вукова, пратећи промене у лисицама. У свакој генерацији било је дозвољено упаривати само најпитомије лисице. Временом су потомци постајали све питомији и имали све сличније понашање псима.
Програм је започео 1959. године у Совјетском Савезу зоологиста Димитриј Белајев и од тада се континуирано ради. Данас је експеримент под надзором Људмиле Трут, у Русији, на Институту за цитологију и генетику у Новосибирску.

## Генетско експериментисање
Експеримент су покренули научници који су били заинтересовани за тему доместикације и процес којим су вукови постали кућни пси. Видели су одређено задржавање особина младунаца код одраслих паса, како морфолошке, као што су лобање које су биле необично широке за своју дужину, тако и особине које су се односиле на понашање, као што су цвиљење, лајање и покорност.
У време када је политичка контрола у области генетике и пољопривреде промовисала Лисенкоизам као званичну државну доктрину, посвећеност Белајевог класичној генетици га је коштала посла шефа одела за узгој крзна у Централној лабораторији за истраживање крзна у Москви 1948. Током 1950-их, наставио је да спроводи генетска истраживања упоредо са проучавањем физиологије животиња.
Белајев је веровао да кључни фактор одабран за доместикацију паса није величина или плодност, већ понашање: конкретно, могућност припитомљавања животиње. Пошто је понашање укорењено у биологији, одабир за припитомљеност значи одабир за физиолошке промене које регулишу хормоне у системима ових животиња.

## Експериментисање
Белајев је одлучио да тестира своју теорију тако што је припитомио лисице, прецизније сребрну лисицу, тамну мутацију црвене лисице. Он је популацију изложио јаком селекционом притиску за инхерентну припитомљеност. Према Труту:
„Најмање питоме лисице, оне које беже од истраживача или гризу када покушају да се додирну или да им се на неки начин приђе, додељују се у класу III. Лисице у класи II дозвољавају да се мазе и да им се прилази, али не показују емоционално пријатељски одговор истраживачима. Лисице у класи I су пријатељски настројене према истраживачима, машу реповима и производе различите звуке. У шестој генерацији одгоја питомих лисица морали смо додати још вишу категорију. Чланови Класе  IE, „домаћа елита”, жељни су да успостављају контакт са људима, покушавају да привуку пажњу и њушкају и лижу експериментанте попут паса. Почињу да испољавају овакво понашање и пре месец дана старости. Десетом генерацијом, 18% лисица је била елита; до 20. генерације, број је достигао 35 процената. Данас елитне лисице чине 70 до 80 процената наше одабране популације.”
Белајев и Трут су веровали да одабир питомијих опонаша природну селекцију која се догодила у прошлости паса, и више него било који други квалитет, одређује колико ће се животиња прилагодити животу међу људима.

## Резултати
Руски научници су успели да узгоје популацију домаћих лисица које су у принципу другачије по темпераменту и понашању од њихових дивљих предака. Неке важне промене у физиологији и морфологији постале су видљиве, као што су шарене или пешчане боје крзна. Неки научници верују да су ове промене добијене из селекције за доместикацију и да су узроковане мањом производњом адреналина у организму, узрокујући физиолошке промене у релативно малом броју нових генерација. Код истих нових генерација јављају се нове генетичке комбинације које нису присутне у изворној врсти. Ово указује на то да селекција питомијих јединки, нпр. оних које имају особину да не беже, доводи до појаве промена које су повезане са појавом других особина као код паса, нпр. подигнут реп, терање на сваких шест месеци уместо на годину дана. Ове наизглед неповезане промене су резултат плеиотропије. 
Пројекат је такође упаривао најмање припитомљене лисице како би проучавао њихово понашање у друштву. Ове лисице су избегавале контакт са људима као и неприпитомљени преци.
Слична истраживања спроведена су у Данској са америчком видрицом.

## Тренутни статус пројекта
Након распада Совјетског Савеза, пројекат је имао озбиљне финансијске проблеме. У 2014. званичници су изјавили да се број лисица није смањио и да је и даље стабилан на око 2.000. Августа 2016. године на фарми је било 270 питомих женки црвених лисица и 70 питомих мужјака. 
Скулптура „Дмитриј Белајев и Домаћа лисица” је саграђена у близини Института за цитологију и генетику (Новосибирск) у част 100-годишњице рођења Дмитрија Константиновича Белајева. Питома лисица даје научнику шапу и маше репом. Константин Зинич, скулптор, каже: „Филозофија додиривања лисице и човека је приближавање, љубазност, нема никакве агресије од лисице - била је дивља, и он ју је генетски припитомио.”

## Морфологија
Руске домаће лисице показују разне мутације боје, укључујући црвену, сребрну (црну), платину, и грузијску белу.